# ملوك الجدعنة (مسلسل)
ملوك الجدعنة، مسلسل تلفزيوني مصري عرض في رمضان 1442هـ/2021م.

## قصة المسلسل
بعد مقتل صديقهما علي، يسرق كلا من سفينة وسرية حقيبة زاهي العتال، والتي تحتوي على الألماس، ويبدأ من هنا الصراع بين زاهي والصديقين سفينة وسرية.

## طاقم العمل

### الممثلون
| - مصطفى شعبان: سفينة - عمرو سعد: سرية - رانيا يوسف: نجلاء - عمرو عبد الجليل: زاهي العتال - ياسمين رئيس: فاتن حرفوش | - بسمة داود: روان - أحمد صفوت: مجدي - دلال عبد العزيز: عطية - وليد فواز: عنتر - أحمد كشك: ناصر - حسن الرداد: علي العجمي (ضيف شرف) - فرح يوسف: بسنت - يوسف شعبان: حكم - أيمن الشيوي: مارسيل - علي يونس: ويندي رجل المافيا | - عاطف عمار: طبيب سيف - علاء قوقة: سليم - كريم أدريانو: الرائد حازم رشدي - أمينة العربي: سهام - زينب العبد: عنايات - محمد صالح: هرشة - عباس أبو الحسن - ليلى حسين - مريم أمين - لمى كتكت - أحمد عبد المجيد - آية مصطفى عيتاني - سماء إبراهيم |

## المنتجون
- صادق الصباح
- سيدرز آرت برودكشن
- شريف شحاتة
- علي حسن
- علي أنور صباح
- ثائر يونس